# Мајкл Пикет
Мајкл Пикет (енгл. Michael Pickett; Гизборн, 17. август 2002) новозеландски је пливач чија ужа  специјалност су спринтерске трке слободним стилом. 

## Спортска каријера
Пикет је дебитовао на међународној пливачкој сцени као јуниор, такмичећи се на Олимпијским играма младих које су 2018. одржане у Буенос Ајресу, где је успео да се пласира у полуфиналне трке на 50 и 100 метара слободним стилом (10. и 15. место).
Сениорски деби је имао на светском првенству у великим базенима у корејском Квангџуу 2019. где је заузео 38. место у квалификацијама трке на 50 слободно. Месец дана касније се такмичио и на Светском јуниорском првенству у Будимпешти где је освојио високо четврто место у финалу трке на 50 метара слободним стилом.